# Волконская, Софья Николаевна

Волконская Софья Николаевна (1889—1942) — организатор и теоретик советского санитарного просвещения..

## Биография
По окончании средней школы работала сельской учительницей.
В 1910 году поступила на Высшие женские курсы, которые окончила в 1915 году. В годы учёбы вступила в группу помощи политическим ссыльным и заключённым (1911), стала членом РСДРП(б) (1912).
В 1916—1917 годах работала в частной психиатрической лечебнице и Савёловском распределительном госпитале, осуществлявшем сортировку раненых, прибывших с фронтов Первой мировой войны.
После Февральской революции, продолжая работу, С. Н. Волконская организовала и возглавила первую в Сокольническом районе Москвы легальную организацию РСДРП(б). В сентябре 1917 года была избрана секретарём районной думы. 
В дни Октябрьской социалистической революции была в числе организаторов медицинской помощи участникам боёв на улицах Москвы. После установления Советской власти 
активно включилась в работу отдела здравоохранения Московского Совета рабочих и солдатских депутатов.
В 1921—1929 годах возглавляла санитарно-просветительную организацию Московского отдела здравоохранения, которым заведовал В. А. Обух.
C 1925 года по инициативе Волконской и под её редакцией регулярно выпускались сборники «Теория и практика санитарного просвещения» для медицинских, клубных и школьных работников, ответственных за санитарно-просветительскую работу, содержавшие программы и конспекты занятий, тезисы, методические статьи и библиографические материалы, необходимые для организации санитарно-просветительской работы среди населения на местах. Софья Николаевна организовала участие работников санитарного просвещения в массовых мероприятиях, проводимых на предприятиях и в рабочих клубах, а также в съездах врачей, в том числе лично выступила с докладами по актуальным вопросам социальной гигиены и санитарного просвещения на IX (в 1925 году) и XI (в 1928 году) Всесоюзных съездах бактериологов, эпидемиологов и санитарных врачей. 
В 1929 году стала директором Московского областного института санитарной культуры, в декабре 1937 года реорганизованного в Центральный научно-исследовательский институт санитарного просвещения Народного комиссариата здравоохранения СССР. 
В 1931 году под её руководством выпущен сборник «Санитарная культура», в 1932 году — первый советский учебник по санитарному просвещению, в 1934 году — методическое руководство «Материалы для санитарно-просветительной работы». 
В 1936 году участвовала в созванном Государственной санитарной инспекцией СССР 1-м Всесоюзном совещании санкультработников, на котором были приняты решения о необходимости единого планирования и руководства санкультработой, укрепления сети домов санитарного просвещения, организации проведения на всесоюзном уровне научно-исследовательских работ в области санитарной культуры.
Без отрыва от работы С. Н. Волконская окончила философское отделение Института красной профессуры ЦК ВКП(б). В 1938 году за труды по теории и практике санитарного просвещения ей было присвоено учёное звание кандидата медицинских наук.
В 1939 году по конкурсу она была назначена доцентом кафедры истории медицины Центрального института усовершенствования врачей.
После начала Великой Отечественной войны С. Н. Волконская работала в Народном комиссариате здравоохранения СССР и вела большую организационно-методическую санитарно-просветительную работу.
Скоропостижно скончалась в 1942 году во время служебной командировки в город Фрунзе.